# Dinnyeberki
Dinnyeberki is een plaats (község) en gemeente in het Hongaarse comitaat Baranya. Dinnyeberki telt 115 inwoners (2001).